# 美國線

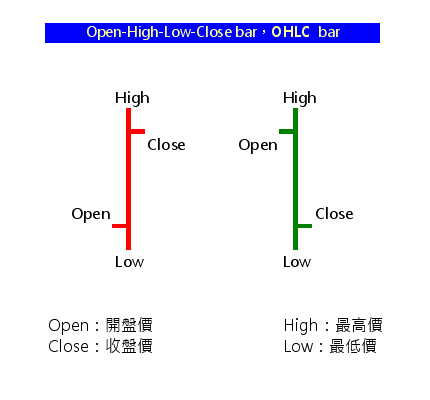
OHLC線的意義

美國線（英語：Open-High-Low-Close chart，OHLC chart），以豎立的線條表現股票價格的變化，可以呈現「開盤價、最高價、最低價、收盤價」，豎線呈現最高價和最低價間的價差間距，左側橫線代表開盤價，右側橫線代表收盤價，繪製上較K線簡單。另有一種美國線僅呈現「最高價、最低價、收盤價」（HLC）三項訊息。
另外，在線圖的繪製上，也有人採用單色製圖，並不影響「開盤價、最高價、最低價、收盤價」四項訊息的呈現。

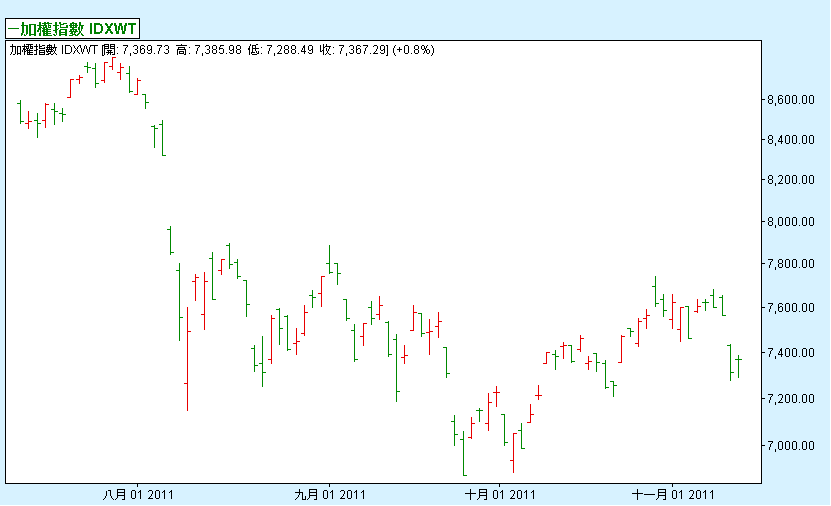
OHLC圖（範例）

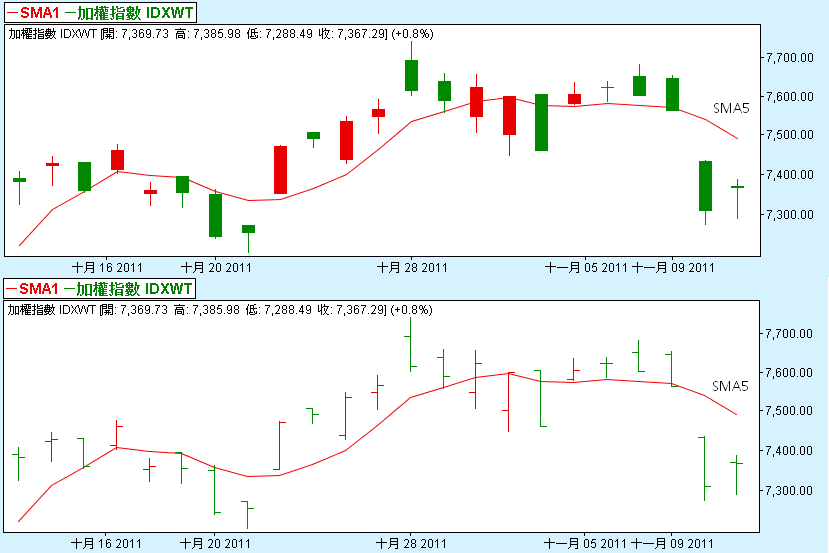
K線和美國線（OHLC）的比較，搭配5日均線（SMA）。

## 關於「開盤價」
美國交易市場中並不是一開始就忽略開盤價資訊，布林帶的發明人約翰·包寧傑（John Bollinger）就強調開盤價的重要性，其設計的包寧傑長條圖（Bollinger Bars）即納入了開盤價資訊。在包寧傑的著作《包寧傑帶狀操作法》（Bollinger on Bollinger Bands）裡提到一段往事：『多年以前，《華爾街日報》除了提供當天交易的收盤、最高、最低價與成交量資料以外，也提供開盤價數據，但自1970年代初期開始，由於上市公司越來越多而報紙的版面有限，所以就剔除開盤價資料。所以，這幾十年來，新世代的分析師與交易者都沒有開盤價可供運用，這種情況一直到最近電子資訊系統普及化之後才改善。』

## 另見
- K線
- 移動平均

## 外部連結
- 投資知識家：解析美國線、收盤線與K線異同